# Economia de Antígua e Barbuda
A economia de Antígua e Barbuda é baseada no turismo e na construção civil. Embora existam outros cultivos, o mais importante é a cana-de-açúcar. As principais industrias são as relacionadas com a produção de rum, licor e açúcar.